# Bicellaria albopilosa
Bicellaria albopilosa är en tvåvingeart som beskrevs av Chvala 1991. Bicellaria albopilosa ingår i släktet Bicellaria och familjen puckeldansflugor. Inga underarter finns listade i Catalogue of Life.